# 馬克·史雲斯頓
馬克·法蘭西斯·梅斯·史雲斯頓（Mark Francis Mercenes Swainston，1999年11月13日—），英菲混血兒，菲律賓足球運動員，司職防守中場，現時效力菲律賓足球聯賽球會卡雅。

## 球員生涯
史雲斯頓父親是英格蘭人，母親則是菲律賓人，他於一歲前移居香港並在港成長。於2014年轉投傑志青年軍，到2016年7月傑志以職業球員學徒合約，簽下四名連同史雲斯頓在內的1999年出生的年輕球員，而由於史雲斯頓在港已居滿七年，使他能以本地球員身份註冊本地賽事，惟還未持有香港特區護照的他不能以香港球員身份，出戰國際賽或亞洲球會級賽事，不過史雲斯頓在季前訓練中一直受到傷患困擾，更在2017年1月與另外三名1999年出生的外籍青年軍因國際足協規則而暫停註冊，隨後獲解禁並隨即列入4月7日對前球會港會的後備名單，更在69分鐘後備入替艾里奧，職業生涯首度登場，最終協助傑志以10–0勝出。
2018-2019球季，傑志將史雲斯頓外借至凱景。
2019-2020球季，傑志回收史雲斯頓，而他主要於菁英盃上陣。
2021年8月25日，傑志宣布史雲斯頓已約滿離隊。
2022年11月24日，史雲斯頓轉投東方龍獅。

## 國際賽生涯
母親是菲律賓人的史雲斯頓，於2016年夏天獲菲律賓足協徵召入選菲律賓U18國家隊的集訓名單中，到2017年9月再獲徵召隨隊出戰東南亞青年錦標賽，並在四場分組賽中都獲得上陣機會，惟結果菲律賓四戰全敗。

## 榮譽
傑志
- 香港超級聯賽冠軍（2016–17、2017–18、2019–20、2020–21季度）
- 香港足總盃冠軍（2016–17、2017–18季度）
- 香港菁英盃冠軍（2017–18、2019–20季度）
- 香港社區盃冠軍（2017年）

## 外部連結
- 香港足球總會網頁球員資料 （页面存档备份，存于）